# 保利良平
保利 良平（ほり りょうへい、1978年6月27日 - ）とは、地方競馬の兵庫県競馬組合・園田競馬場所属の調教師・元騎手である。保利良次調教師は父。騎手時代の勝負服の柄は緑、胴赤右襷。兵庫県出身、血液型A型。

## 来歴
1996年9月29日付けで地方競馬騎手免許を取得。同年10月8日の園田競馬でレース初騎乗。翌10月9日の園田競馬で初勝利を挙げる。
2000年11月11日、京都競馬第8競走の北大路特別（サラ系4歳以上900万下）でマッキードリームに騎乗（13頭立て12番人気11着）。これが中央競馬における唯一の騎乗記録である。
2004年11月30日、園田競馬第8競走（C91組3歳以上条件戦）をマッキートリアーノで1位入線（10頭立て2番人気）するも進路妨害で2着に降着となり、寸前のところで通算200勝を逃す。騎乗停止明けの同年12月23日、園田競馬第7競走（C21組3歳以上条件戦）をフェイククラウンで優勝（10頭立て4番人気）し、地方競馬通算200勝を達成した。
2009年9月18日、平成21年度第2回調教師補佐試験に合格し、同年9月29日付けで調教師補佐に転身した。
地方通算成績は4153戦288勝・2着299回・3着366回・勝率6.9%・連対率14.1%。中央競馬1戦0勝。
2013年、平成24年度第4回調教師免許試験に合格し、3月31日付けで調教師となる。同年12月1日付で西脇トレセンに8馬房の割当てを受け、同月10日園田競馬第8競走でクラシカルバリューが管理馬初出走、同月25日園田競馬第3競走をアズールウィンドウで制し7戦目で初勝利をあげた。
2015年10月1日付けで厩舎が西脇トレセンから園田競馬場へ移転。

## 主な管理馬
- アリアナティー（2019年園田クイーンセレクション）
- コウエイアンカ（2021年園田チャレンジカップ）
- エコロクラージュ（2022年園田オータムトロフィー、楠賞、2024年兵庫ゴールドカップ、2025年福永洋一記念）
- タイガーインディ（2024年兵庫ウインターカップ、兵庫大賞典、オグリキャップ記念）
- ラヴィアン（2025年コウノトリ賞）